# Municipio de Miller (condado de Dallas)
El municipio de Miller (en inglés: Miller Township) es un municipio ubicado en el condado de Dallas en el estado estadounidense de Misuri. En el año 2010 tenía una población de 695 habitantes y una densidad poblacional de 4,26 personas por km².

## Geografía
El municipio de Miller se encuentra ubicado en las coordenadas 37°49′45″N 92°55′52″O / 37.82917, -92.93111. Según la Oficina del Censo de los Estados Unidos, el municipio tiene una superficie total de 163.03 km², de la cual 161,65 km² corresponden a tierra firme y (0,85 %) 1,38 km² es agua.

## Demografía
Según el censo de 2010, había 695 personas residiendo en el municipio de Miller. La densidad de población era de 4,26 hab./km². De los 695 habitantes, el municipio de Miller estaba compuesto por el 97,12 % blancos, el 0,43 % eran amerindios, el 0,14 % eran asiáticos, el 1,44 % eran de otras razas y el 0,86 % eran de una mezcla de razas. Del total de la población el 1,29 % eran hispanos o latinos de cualquier raza.